# 三千円の使いかた
『三千円の使いかた』（さんぜんえんのつかいかた）は、日本の小説家、脚本家である原田ひ香による小説。
中央公論新社の「アンデル 小さな文芸誌」に2017年7月号から12月号まで連載され、2018年4月25日に中央公論新社から刊行された。2021年8月には垣谷美雨の解説付きで中公文庫版が発売された。
元は「節約家族」というタイトルだったが、本を出す前に中央公論新社の営業部から「そのタイトルでは売れない」と言われ改題された。
エッセイでもなければハウツー本でもない。小説という体裁ながら、読感はどこか軽やかで、帯には「知識が深まり、絶対「元」もとれちゃう「節約」家族小説！」と謳われている。
2022年8月現在の発行部数は、文庫版が発行されたこともあり累計90万部を超えている。
2023年1月期にテレビドラマ化された。

## あらすじ
次女の御厨美帆はクリスマスに恋人とプレゼントを贈り合うが、自分が選びに選んで贈った万年筆と明らかに釣り合いが取れないありきたりなペンダントを寄越す彼との関係に、別れの気配を感じている。
長女の井戸真帆も、愛する夫と子供に囲まれ幸せな生活を送りながらも、玉の輿のような良縁に恵まれた友人をどこかで羨んでいる。
かつて「人は三千円の使いかたで人生が決まるのよ」と教えてくれた節約上手な祖母の琴子でさえ、祖父の死後、生活費の確保のために、再び働きに出ようとしている。人生に不可欠なお金。そんなお金の悩みを、個性溢れる登場人物が一人ひとりその胸のうちを語ってゆく。

## 登場人物
御厨美帆（みくりや みほ）
主人公。御厨家の次女。24歳。実家から離れ一人暮らし。貯金は三十万円。
井戸真帆（いど まほ）
美帆の姉。御厨家の長女。29歳。専業主婦。高校時代から交際していた同級生の太陽と結婚。太陽は消防士として働いているが、仕事は危険なうえ、高給取りとは言えない状況の中、家計をやりくりしている。貯金は六百万円。
御厨琴子（みくりや ことこ）
美帆・真帆の祖母。73歳。かつて一千万円の貯金を貯めた節約上手。しかし夫の死後、減額された年金の収入を補うため、働きに出る事を考えている。
御厨智子（みくりや ともこ）
美帆・真帆の母。55歳。バブル期にOLと呼ばれた世代。貯金は百万円弱。
小森安生（こもり やすお）
琴子が園芸売り場で知り合った年の離れた友人。39歳。少しでもお金が貯まると海外に旅行へ行く自由人。
本木きなり（もとき きなり）
安生のよき理解者。フリーのライター。安生とは旅行先のインドで知りあう。一度は安生に求婚している。
黒船スーコ（くろぶね スーコ）
節約講座を開くフィナンシャルプランナー。

## 書誌情報
- 単行本：2018年4月18日発売、中央公論新社、ISBN 978-4-12-005070-1
- 文庫本：2021年8月25日発売、中公文庫、ISBN 978-4-12-207100-1

## テレビドラマ
2023年1月7日から2月25日まで、東海テレビとテレパックの共同制作で「土ドラ」枠にて放送された。主演は葵わかな。
第1話の冒頭で葵が歌い踊る、ミュージカル仕立ての演出が施された。

### キャスト

#### 主要人物
御厨美帆（みくりや みほ）
演 - 葵わかな（8歳時：有香、12・13歳時：川上凛子）
本作の主人公。御厨家の次女。

#### 美帆の親族
井戸真帆（いど まほ）〈29〉
演 - 山崎紘菜（少女期：田中千空）
美帆の姉。御厨家の長女。専業主婦。結婚前は証券会社に勤務していた。
御厨琴子（みくりや ことこ）〈77〉
演 - 中尾ミエ
美帆・真帆の祖母。和彦の母。年金生活者。77歳にしてアパレルショップへ就職する。
御厨智子（みくりや ともこ）
演 - 森尾由美
美帆・真帆の母。
御厨和彦（みくりや かずひこ）
演 - 利重剛
美帆・真帆の父。
井戸太陽（いど たいよう）〈29〉
演 - 堀井新太
真帆の夫。消防士。
井戸佐帆（いど さほ）
演 - 泉谷星奈
真帆と太陽の娘。

#### 周辺人物
小森安生（こもり やすお）〈39〉
演 - 橋本淳
アルバイトをしながら世界中を放浪している男。
本木きなり
演 - 高田里穂
フリーのライター。安生の彼女。
黒船スーコ（くろふね スーコ）
演 - アンミカ
人気のフィナンシャルプランナー。節約アドバイザーとして、テレビに出演する。
小田 街絵（おだ まちえ）
演 - 酒井若菜（特別出演）
美帆が勤務する会社「JIDMソリューションズ」の先輩。勤務中に脳卒中で倒れたのを契機に退職する。
沼田翔平
演 - 葉山奨之
見習いグラフィックデザイナー。
長谷川大樹
演 - 中田圭祐
美帆の恋人。商社勤務。

#### JIDMソリューションズ
原田英子（はらだ えいこ）
演 - 森高愛
美帆の先輩。
山下明（やました あきら）
演 - 金井浩人
美帆の先輩。
田中賢二（たなか けんじ）
演 - 長友郁真
美帆の同僚。山下と仲が良い。
南山洋一（みなみやま よういち）
演 - 尾崎右宗
美帆の上司。部長。

#### ゲスト

##### 第1話
店員
演 - 長谷川千尋
美帆が買い物をしたスーパーの店員。
村崎紫乃
演 - 須永千重
美帆の地元の商店街にある婦人服店「トーキョーむらさき屋」の店主。
美帆の実家のご近所さん
演 - 坂本文子、鯨エマ
動物保護団体の職員
演 - 小暮智美
動物保護団体「シャイン・エンジェル」の職員。街頭で保護犬・猫の里親を募集するチラシを美帆に渡す。

##### 第3話
河野 千さと（こうの ちさと）
演 - とよた真帆
智子の親友。航空会社勤務の夫との熟年離婚を考えていると明かす。

##### 第4話
小春
演 - 中村加弥乃
真帆の友人。セレブ社長と婚約したが、相談なく彼の両親を受取人とする1億円の生命保険を掛けられ憤慨し破談にする。

##### 第5話
れな
演 - 東野絢香
安生と漁港のバイトで知り合い誘惑して一夜を共にする。妊娠したと漁港から住所を聞き出し安生の家に押しかけてくるが、生理が来て妊娠は間違いだと分かり、「思った人と違った」と言い残し去る。

### スタッフ
- 原作 - 原田ひ香『三千円の使いかた』（中公文庫刊）
- ナレーター - 柳亭小痴楽[18]
- 企画 - 市野直親（東海テレビ）
- 脚本 - 嶋田うれ葉、鈴木裕那、青木江梨花
- 音楽 - 横山克、橋口佳奈
- 主題歌 - LE SSERAFIM「Choices」（EMI Records）[19]
- 挿入歌 - mihoro*「えっか」（JVCケンウッド・ビクターエンタテインメント）[20]
- FP監修 - 村田憲昭
- 医療監修 - 山本昌督
- 演出 - 村上牧人（テレパック）、室井岳人、柿原利幸、下向英輝
- プロデューサー - 遠山圭介（東海テレビ）、雫石瑞穂（テレパック）、山本梨恵（テレパック）
- 制作 - 東海テレビ、テレパック

### 放送日程
| 話数   | 放送日  | サブタイトル         | 脚本       | 演出     |
| ------ | ------- | -------------------- | ---------- | -------- |
| 第一話 | 1月07日 | 固定費を見直そう     | 嶋田うれ葉 | 村上牧人 |
| 第二話 | 1月14日 | 77歳のハローワーク   | 嶋田うれ葉 | 村上牧人 |
| 第三話 | 1月21日 | 熟年離婚の経済学     | 鈴木裕那   | 室井岳人 |
| 第四話 | 1月28日 | 専業主婦の貯金術     | 鈴木裕那   | 室井岳人 |
| 第五話 | 2月04日 | 費用対効果を考える   | 青木江梨花 | 村上牧人 |
| 第六話 | 2月11日 | 退職金の使いかた     | 青木江梨花 | 下向英輝 |
| 第七話 | 2月18日 | プロポーズは計画的に | 鈴木裕那   | 柿原利幸 |
| 最終話 | 2月25日 | 未来への投資         | 嶋田うれ葉 | 村上牧人 |

| 東海テレビ制作・フジテレビ系 土ドラ                                    | 東海テレビ制作・フジテレビ系 土ドラ          | 東海テレビ制作・フジテレビ系 土ドラ                                        |
| 前番組                                                                 | 番組名                                       | 次番組                                                                     |
| ---------------------------------------------------------------------- | -------------------------------------------- | -------------------------------------------------------------------------- |
| 最高のオバハン 中島ハルコ （第2シリーズ） （2022年10月8日 - 12月10日） | 三千円の使いかた （2023年1月7日 - 2月25日 ） | 自由な女神 -バックステージ・イン・ニューヨーク- （2023年3月4日 - 3月26日） |